# Donjon de Chenillat
Le donjon de Chenillat est un édifice situé à Cesset, en France.

## Localisation
Le donjon est situé sur le territoire de la commune de Cesset, dans le département de l'Allier, en région Auvergne-Rhône-Alpes.

## Description
Le château date du XVe siècle servant, au rez-de-chaussée, de passage voûté avec portes en tiers point aux deux extrémités. Il comporte trois étages dont l'accès s'effectue par un escalier à vis construit dans une tourelle. Chaque étage se compose d'une salle éclairée par une fenêtre et chauffée par une grande cheminée disparue. À une époque indéterminée, le donjon a été découronné et la couverture refaite. Les créneaux et machicoulis ont été supprimés et la toiture implantée plus bas. L'accès au donjon s'effectuait par un pont-levis. À la fin du XVIIe siècle, le château fut abandonné et converti en ferme.

## Historique
Le château existait au début du XIVe siècle, une famille de Chenillac, également dénommée des Aix. Dans le courant de ce siècle, on vit la fille de Pierre, seigneur de Chenillat et de Jehanne de Veauce, épouser Hugues Le Long, qui rend hommage en 1377, pour un tènement à Villennes, dans une châtellenie de Moulins. Un de ses descendants, Hugues Le Long, écuyer, est seigneur de Chenillat et de Fourilles. Il laisse en 1443 une veuve, Luque Boirot, à la tête de ses propriétés. Leur fils Hugues était, en 1495, seigneur de Chenillat et des Fougis, en même temps qu'il était grand prévôt de la vénerie du duc de Bourbon. Anthoine Le Long lui succède et reconnaît tenir en fief, en 1503, de la duchesse de Bourbon, "ses chastel et maison de Chenillat et Bostz", représentant une valeur de 72 livres de rente annuelle. Fille d'Anthoine Le Long et de Gabrielle de Lévis-Châteaumorand, Diane le Long de Chenillat est plus connue sous le nom de Diane de Châteaumorand. Héroïne de l'Astrée, elle épousa les deux frères successivement Anne et Honoré d'Urfé. En 1569, Nicolas de Nicolay mentionne "le sieur de Chenillat, ayant chasteau fort dedans les bois...". Ces derniers conservèrent Chenillat jusque fin du XVIIe siècle. En 1697, Claude Brisson originaire de Chantelle, rendit hommage pour le fief de Chenillat qu'il venait d'acquérir. Ensuite la terre passa par mariage aux Aumaistre et vers 1743 à Jacques de Jadon qui le défendit assidûment contre la démolition à la Révolution[réf. souhaitée].
L'édifice est inscrit au titre des monuments historiques en 1947.